# Malcolm Partridge
Malcolm Partridge (Calow, 28 agosto 1950) è un ex calciatore inglese, di ruolo attaccante.

## Carriera
Dopo aver giocato nelle giovanili del Mansfield Town ha esordito tra i professionisti con la prima squadra degli Stags all'età di 17 anni nel 1967: tra questo anno ed il 1971 nell'arco di tre stagioni e mezzo ha totalizzato complessivamente 67 presenze e 20 reti nella terza divisione inglese, per poi passare in seconda divisione al Leicester City, con cui dopo aver contribuito con 3 reti in 18 presenze alla vittoria del campionato, nella stagione 1971-1972 fa il suo esordio in prima divisione l'11 settembre 1971, subentrando dalla panchina all'inizio del secondo tempo della partita vinta per 2-1 sul campo dell'Ipswich Town. Dopo un'ulteriore presenza (la sconfitta per 3-0 sul campo dell'Arsenal del 25 settembre) trascorre un breve periodo in prestito in seconda divisione al Charlton, con cui gioca 2 partite, per poi tornare alle Foxes, con cui conclude l'annata giocando ulteriori 8 partite in prima divisione e segnandovi una rete (che resterà anche la sua unica in carriera in questa categoria), nell'ultima giornata di campionato, il 29 aprile 1972, in una sconfitta per 4-3 sul campo dei londinesi del Tottenham. Nella stagione 1972-1973 gioca altre 5 partite in prima divisione con il Leicester City, rimanendo poi in rosa anche per l'intera stagione 1973-1974, nella quale gioca però solamente una partita (scendendo in campo da titolare nella sfida del 29 settembre 1973 persa per 2-0 in casa contro il Coventry City).
Nel 1974 scende in terza divisione al Grimsby Town: con i Mariners dopo un triennio in questa categoria subisce una retrocessione a cui fanno seguito due stagioni in quarta divisione, la seconda delle quali terminata con una promozione nella categoria superiore; in questi cinque anni Partridge totalizza complessivamente 138 presenze e 25 reti in incontri di campionato con il club bianconero. Passa poi allo Scunthorpe Utd, con cui trascorre un triennio in quarta divisione, categoria in cui va in rete per 21 volte in 97 partite giocate. Va infine a chiudere la carriera ai semiprofessionisti dello Skegness Town.
In carriera ha totalizzato complessivamente 340 presenze e 70 reti nei campionati della Football League, giocando almeno una partita e segnando almeno una rete in ciascuna delle sue quattro divisioni.

## Palmarès

### Club

#### Competizioni nazionali
- Campionato inglese di seconda divisione: 1

Leicester City: 1970-1971
- FA Charity Shield: 1

Leicester City: 1971